# 丹麥世襲親王斐迪南
斐迪南王子（丹麥語：Arveprins Ferdinand，1792年11月22日—1863年6月29日），丹麥王位繼承人，國王克里斯蒂安八世的弟弟。
由於姪子弗雷德里克七世沒有婚生子女，斐迪南從1848年起一直是丹麥王位的第一繼承人。他和弗雷德里克七世皆在1863年去世，同年格呂克斯堡王朝的克里斯蒂安王子繼承王位，即克里斯蒂安九世。

## 婚姻
1829年，斐迪南與堂哥弗雷德里克六世的長女卡羅琳公主結婚，兩人沒有子女。